# Иларион Макаронис
Иларион (на гръцки: Ἱλαρίων) е гръцки духовник, епископ на Вселенската патриаршия.

## Биография
Роден е със светското име Макаронис (Μακαρώνης) в 1850 година в малоазийското градче Кидониес. Работи като проповедник в Ефеската епархия. На 18 март 1890 година е ръкоположен в Солун за йерисовски и светогорски епископ в Леригово. Остава на катедрата до 1899 година, когато подава оставка. След това от 8 ноември 1906 година е камбанийски епископ в Кулакия.
Умира на 6 юни 1907 година.